# Riksdagen 1751–1752
Riksdagen 1751–1752 ägde rum i Stockholm.
Ständerna sammanträdde den 19 september 1751. Det viktiga valet av lantmarskalk föll på Hattpartiets kandidat Henning Adolf Gyllenborg som fick 554 röster. 276 röster tillföll Mattias Alexander von Ungern-Sternberg, som tillhörde Mösspartiet. De övriga ståndens talmän blev följande:
- Prästeståndet: Ärkebiskopen Henrik Benzelius
- Borgarståndet: Handelsborgmästaren i Stockholm Thomas Plomgren
- Bondeståndet: Herr Olof Håkanson från Lösens socken och by, Blekinge

Riksdagen avslutades den 8 juni 1752.